# Ġgantija
Die Ġgantija-Tempel [dʒɡɐnˈtiːjɐ] auf der Insel Gozo im Archipel von Malta gehören zu den ältesten noch halbwegs erhaltenen freistehenden Gebäuden der Welt. Sie wurden 1980 von der UNESCO zum Weltkulturerbe erklärt. 1992 wurde dieser Status fünf weiteren Tempeln zuerkannt. Sie bilden die Welterbestätte Megalithische Tempel von Malta und wurden in das Nationale Inventar der Kulturgüter der maltesischen Inseln aufgenommen.

## Geschichte
Der etwa 5600 Jahre alte Komplex besteht aus zwei zusammengebauten Tempeln, von denen der kleinere etwa 150 Jahre später gebaut wurde. Die Anlage erhielt den Namen von den seinerzeit angenommenen Giganten, welche dieses Bauwerk wohl errichtet haben müssten. Sie wurde während des gesamten Chalkolitikums von der Żebbuġ- (ca. 3.800 v. Chr.) bis zur Tarxienphase (2.500 v. Chr.) etwa zeitgleich zu Mnajdra genutzt.

## Bauweise
Jeder Tempel hatte einst Trilithen als Ein- und Durchgangkonstruktionen auf der Achse und besteht aus fünf ahornblattartig angeordneten Apsiden, wobei die Kopfnische des kleineren Nordtempels nur rudimentär ausgebildet ist. Die Lage der Altäre ist in einigen Apsiden des Südtempels und in einer des Nordtempels noch zu erkennen. Der Mittelgang und der Vorhof waren vermutlich mit Platten gepflastert, darauf verweist zumindest der im Unterbau besser erhaltene ältere drei-Apsiden Tempel von Kordin III (Bild s. Geschichte Maltas) und Reste im Gang des Südtempels der Ġgantija.
Die Außenmauern der Anlage sind an einer Stelle noch über 6 Meter hoch. Aufgrund des Volumens der teilweise über 50 Tonnen schweren Steinquader aus Korallenkalkstein ist anzunehmen, dass die Kultstätte ursprünglich höher war. Die Tempel waren mittels Kraggewölben überdacht (so zeigen es gefundene Modelle). Jedoch wurde der obere Bereich im Laufe der Zeit völlig abgetragen. Die Reste vermitteln aber noch einen sehr guten Eindruck von der einstigen Höhe des Bauwerkes.

Ansichten der Ausgrabungsstätte
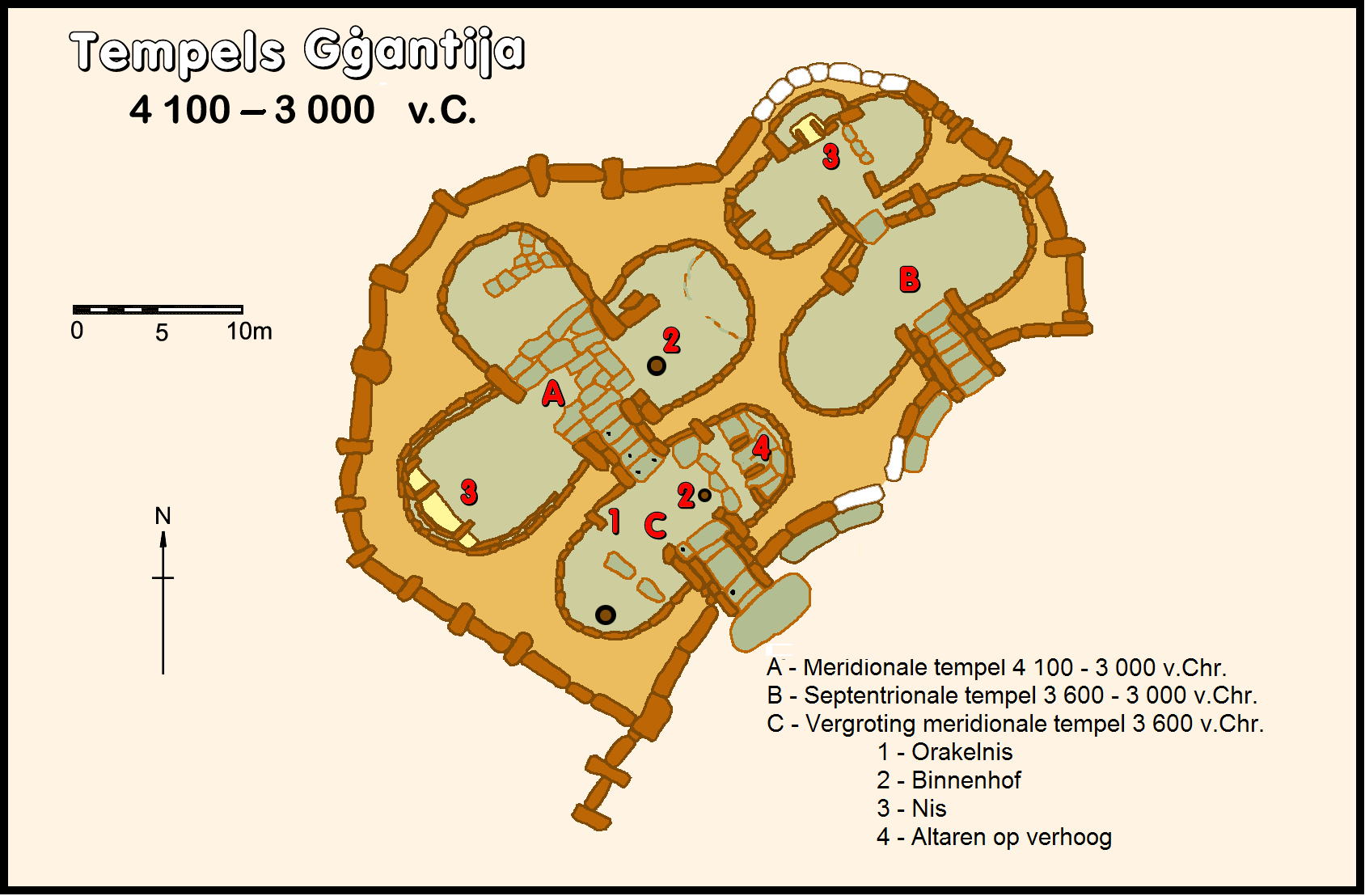
Grundriss des Tempels
Apsis mit Resten der Altäre
Reste der Trilithen auf der Achse
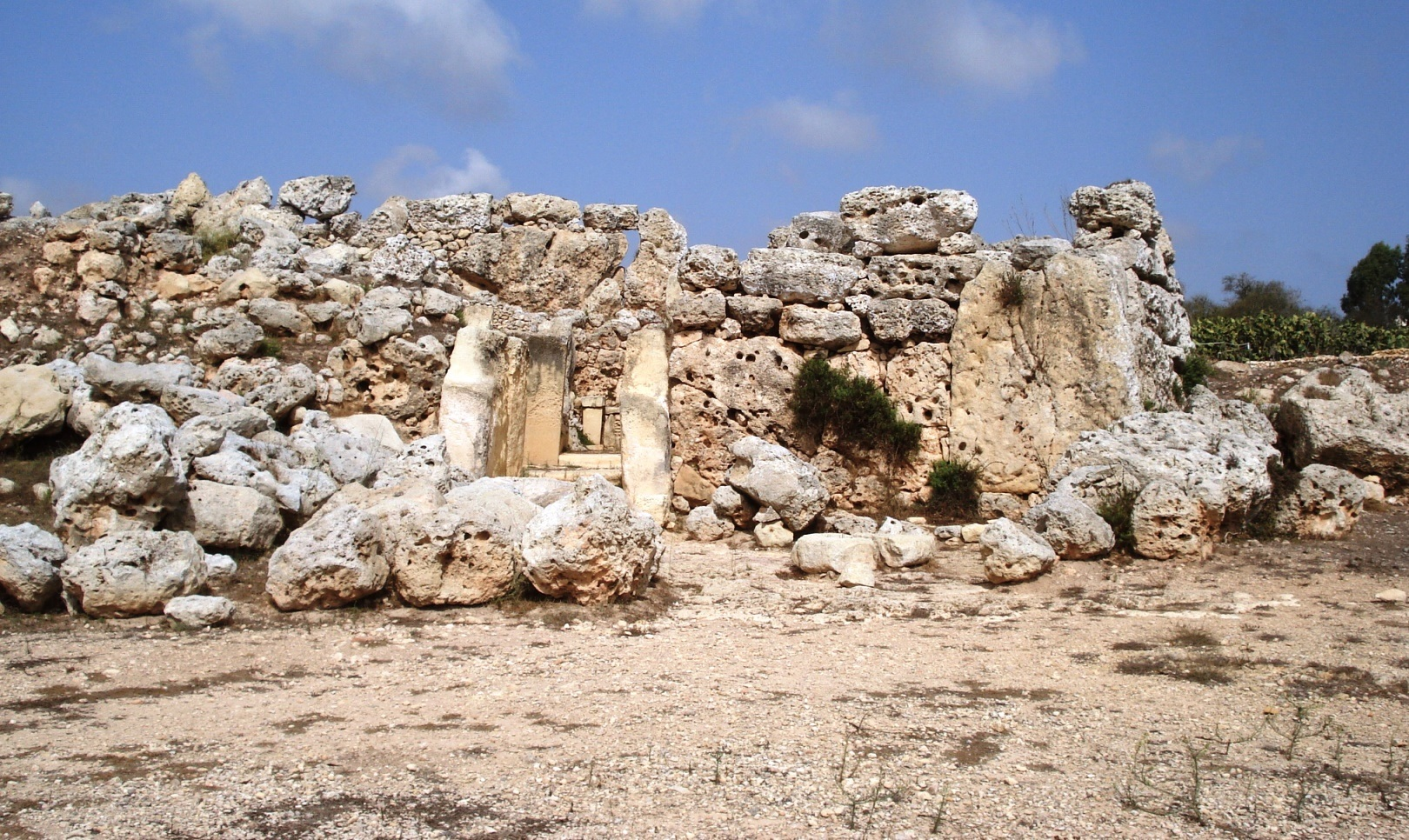
Zugang
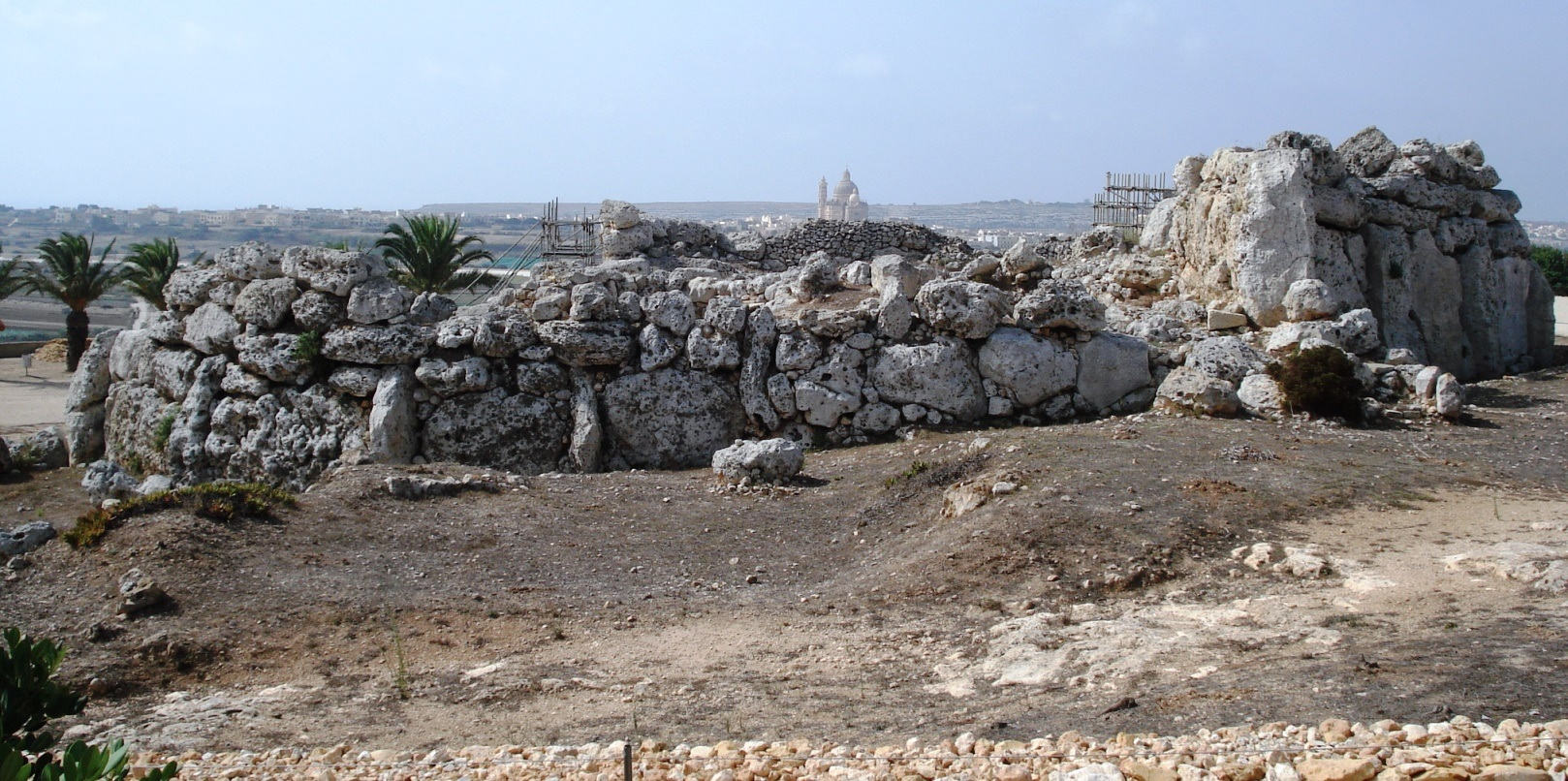
Außenansicht
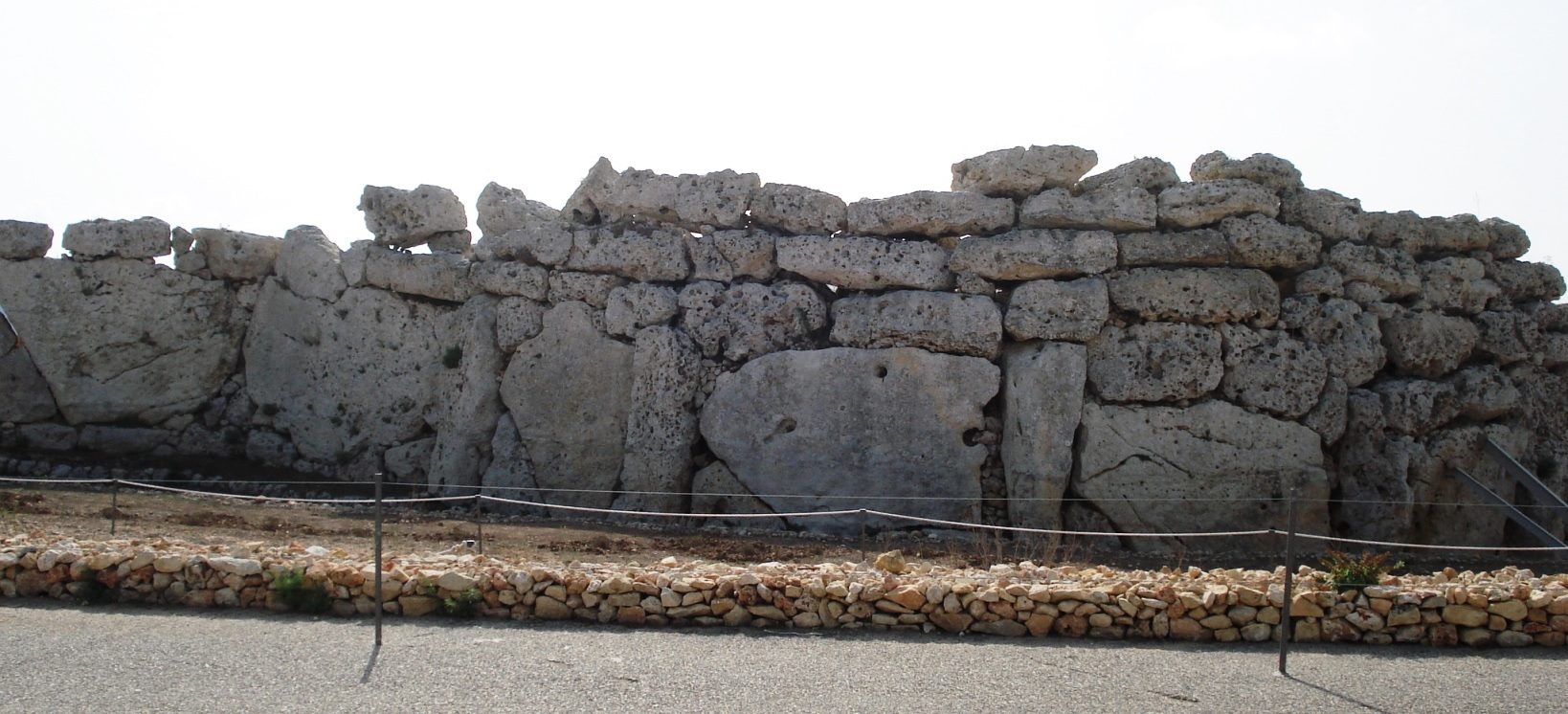
Außenmauer
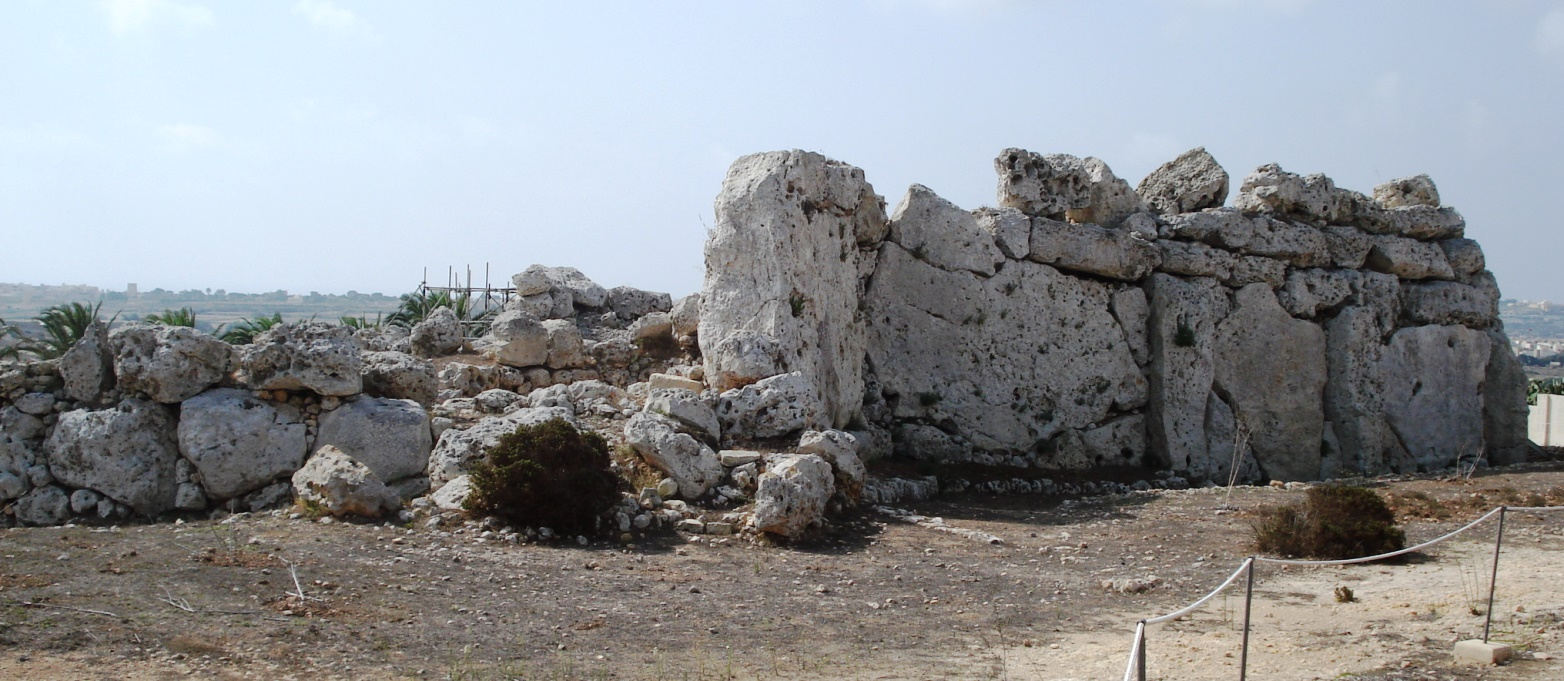
Außenmauer und Innenbereich
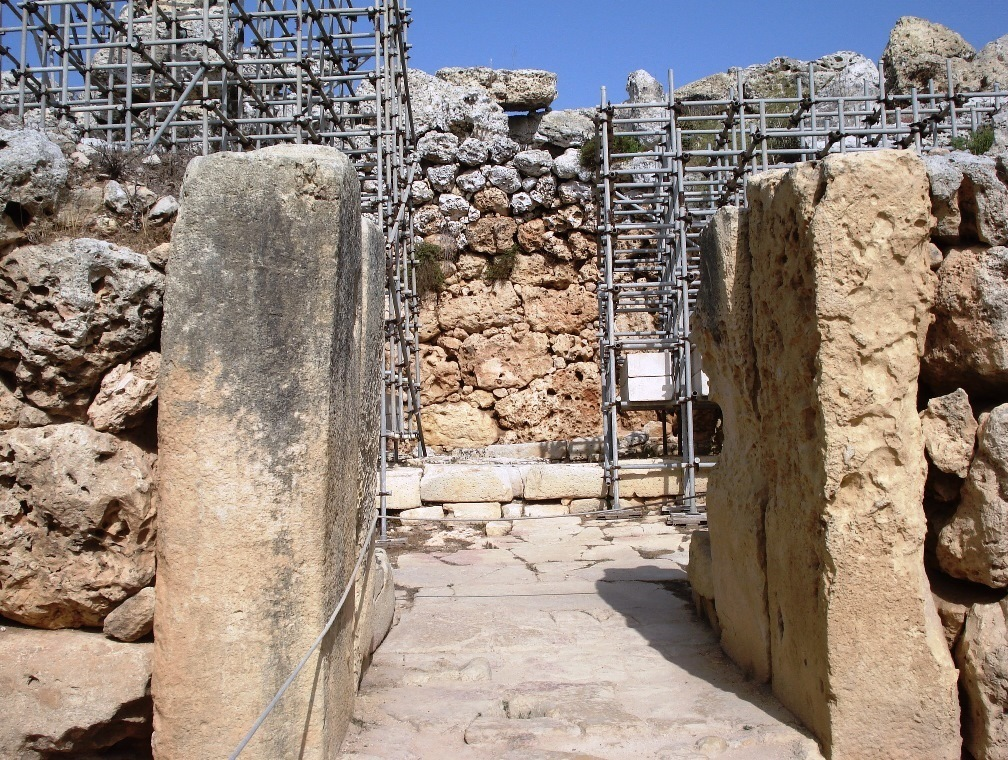
Innenbereich – Durchgang
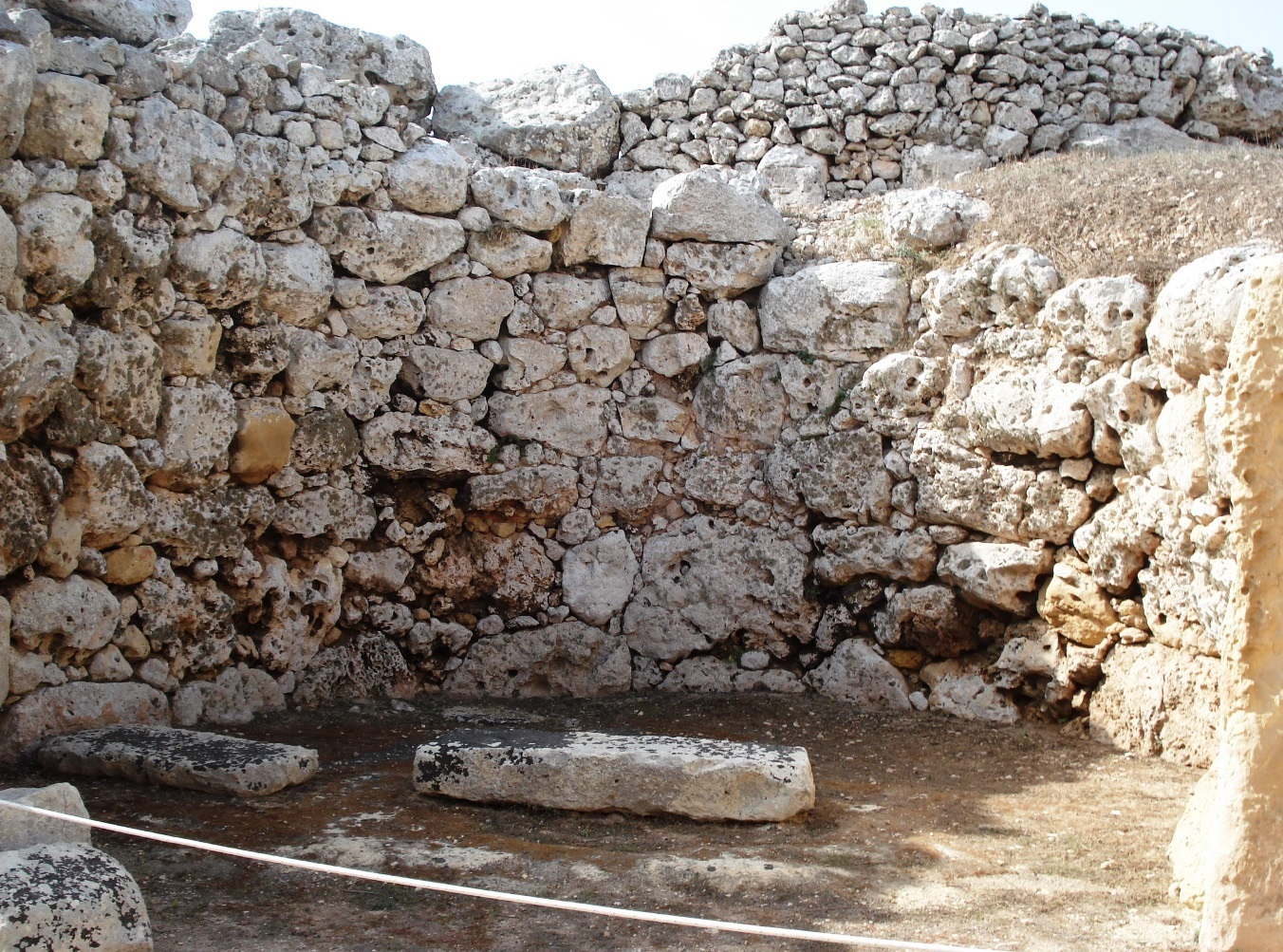
Innenbereich – Apsis
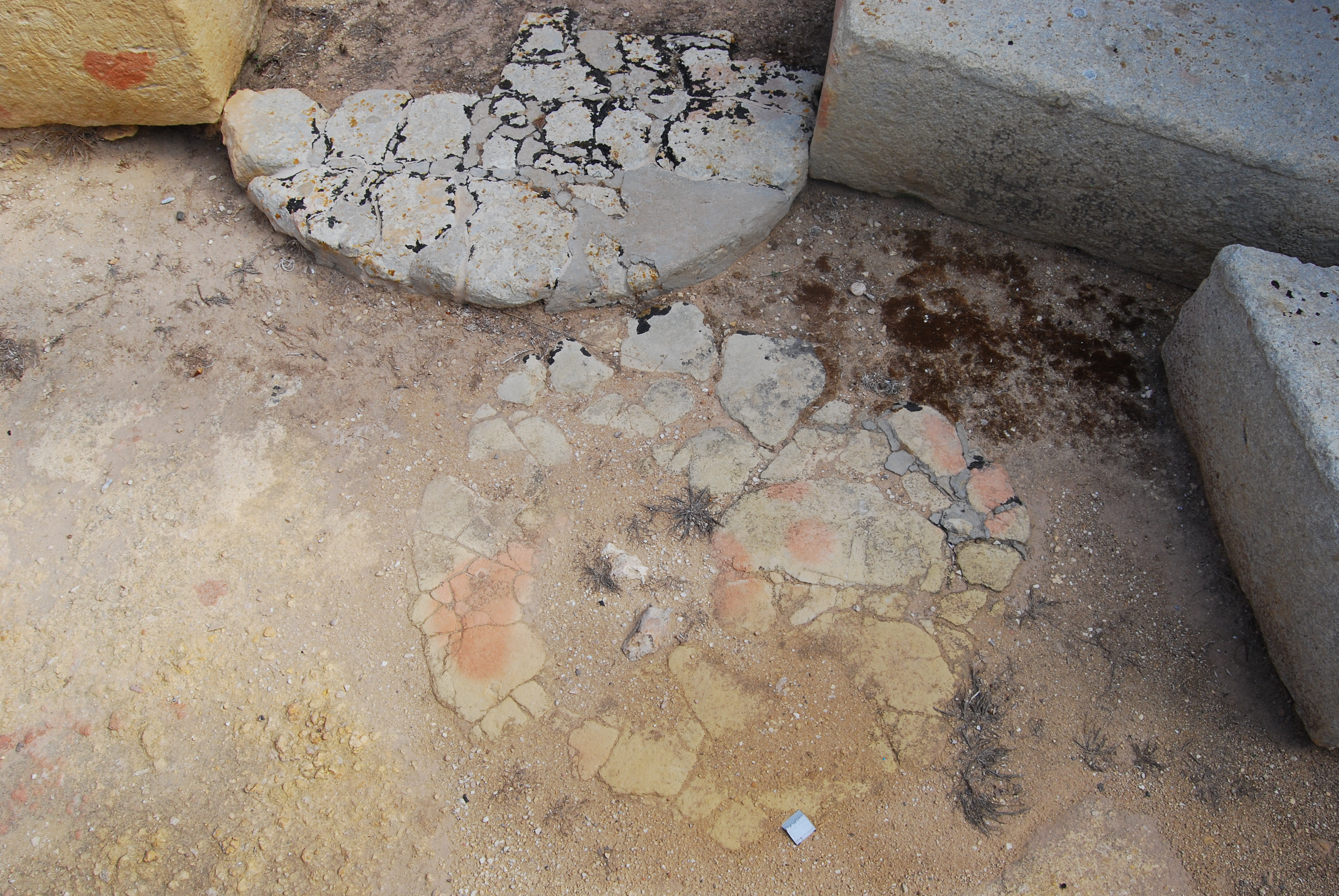
Reste der Pflasterung im Mittelgang
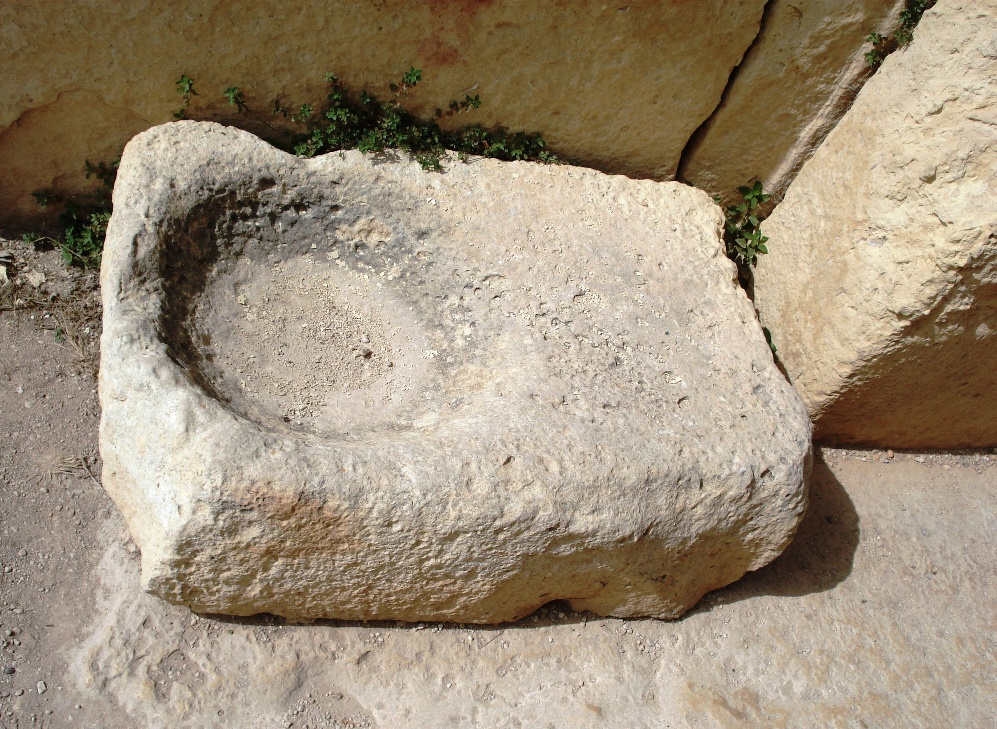
Platte mit Vertiefung
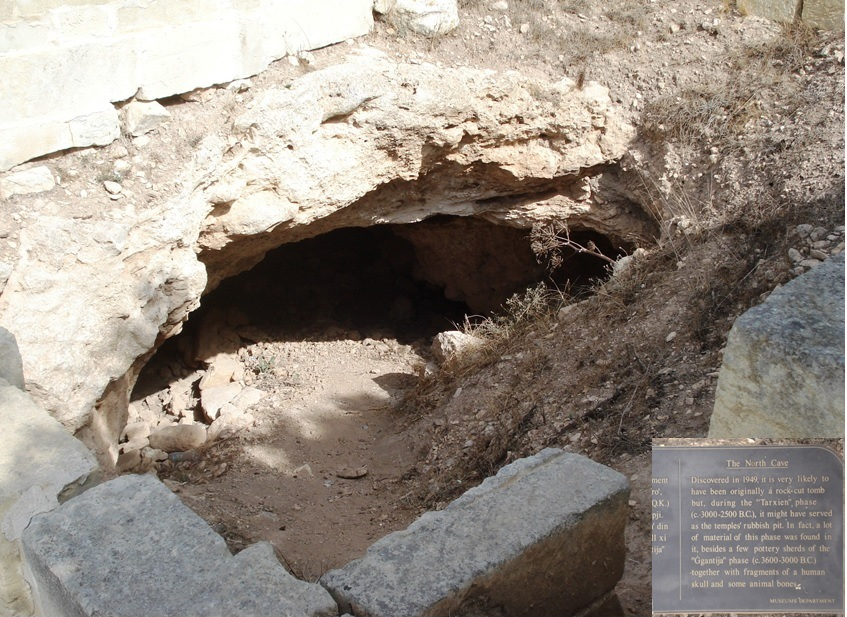
Die nördliche Höhle (mit Informationstafel)

## Lage
Die Ġgantija liegt auf einem 115 m hohen Hügel über dem Ort Xagħra (gesprochen Shahra). Es liegt am Ende des Xagħra-Plateaus und ist nach Südosten ausgerichtet. Der Ort ist touristisch erschlossen. In der Nähe befinden sich auch der Brochtorff Circle und die Höhle Għar ta’ Għejżu sowie etwa einen Kilometer westlich die Reste des Tempels von Santa Verna. Bis zur Entdeckung der etwa 11.000 Jahre alten Tempel auf dem Göbekli Tepe in Ostanatolien galt die Ġgantija zwar als ältester Tempel der Welt (aus bearbeiteten Steinen), aber die Megalithbauten in der Bretagne wie der Cairn von Barnenez sind Jahrhunderte älter.

## Legenden
Der Legende nach soll eine Riesin in einer einzigen Nacht das Bauwerk errichtet haben, wobei sie noch ihr Kind auf dem Arm hielt.